# Limnophila emmelina
Limnophila emmelina är en tvåvingeart som beskrevs av Alexander 1914. Limnophila emmelina ingår i släktet Limnophila och familjen småharkrankar. Inga underarter finns listade i Catalogue of Life.